# IC 4823/2
IC 4823/2 је спирална галаксија у сазвијежђу Паун која се налази на листи објеката дубоког неба у Индекс каталогу.
Деклинација објекта је - 63° 59' 1" а ректасцензија 19h 12m 14,0s. Привидна величина (магнитуда) објекта IC 4823 износи 14,7 а фотографска магнитуда 15,5. IC 48232 је још познат и под ознакама ESO 104-45A, AM 1907-640, PGC 62891.